# Genera plantarum secundum ordines naturales disposita (Endlicher)
Genera plantarum secundum ordines naturales disposita (Endlicher) (abreviado Gen. Pl. (Endlicher)) es un libro con ilustraciones y descripciones botánicas que fue escrito por el botánico, numismático, sinólogo, político austriaco, Stephan Ladislaus Endlicher. Fue publicado en 18 partes en los años 1836 a 1841 y un suplemento con 5 parte en los años 1840 a 1850.